# Schwind Bräu
Die Schwind Bräu ist eine Brauerei in Aschaffenburg-Schweinheim, deren Ursprünge bis ins 18. Jahrhundert zurückreichen. Ihr Jahresausstoß liegt bei etwa 18.000 hl. Die Schwind Bräu ist eine der letzten verbliebenen kommerziellen Brauereien in Aschaffenburg. Im Jahr 1900 zählte die Stadt noch elf.

## Geschichte
Die Schwind Bräu wurde 1761 in Aschaffenburg-Schweinheim als „Zur Goldenen Rose“ von Nikasius Staudt gegründet. Die Familie Staudt führte bis 1857 die Brauerei. Danach übernahm Georg Eckert. Bereits acht Jahre später verstarb Eckert und die Brauerei fiel an Konrad Schwind. Dieser übergab sie seinem Sohn August. Ab 1905 bauten Augusts Söhne Konrad und Valentin die Brauerei aus. Zwischen 1906 und 1912 wurde ein Neubau am heutigen Standort erbaut. Nach dem Zweiten Weltkrieg wurde die Brauerei von den Erben der Gebrüder Schwind, darunter Edi Schwind, wieder aufgebaut.
1987 kaufte Alfred Kunkel die Brauerei und modernisierte sie. 2011 feierte die Brauerei ihr 250-jähriges Bestehen, 2014 übernahm Martina Kunkel-Haas die Führung nach Alfred Kunkels Tod. 2018 positionierte sich die Brauerei als einzige in Aschaffenburg neu. 2021 trat Sebastian Haas, Sohn von Martina Kunkel-Haas, in die Brauerei ein.

## Unternehmen
Die Firma der Brauerei lautet heute Schwind Bräu GmbH und hat ihren Hauptsitz in Aschaffenburg. Am Standort befindet sich die Brauanlage, die Abfüllanlage, die Logistik sowie die Verwaltung des Familienbetriebs.
Das Alte Sudhaus in Aschaffenburg-Schweinheim, 1878 von Konrad Schwind errichtet, wurde mittlerweile in ein Hotel umgewandelt. Da die alten Brauereigebäude nicht mehr den gestiegenen Anforderungen genügten, bauten die Brüder Konrad und Valentin Schwind in den Jahren 1906 bis 1912 einen kompletten Neubau am heutigen Standort in der Schweinheimerstraße.

## Produkte

### Stammsortiment
Das Stammsortiment der Schwind Bräu umfasst eine Auswahl an Biersorten. Diese werden ganzjährig produziert und angeboten:
- Export, Pils, Helles, Dunkles, Rotgold, Jubiläumsbier 1761, Naturtrübes Radler, Weißbier hell
- Helles Alkoholfrei, Weißbier Alkoholfrei

### Saisonale Biere
In jedem Jahresverlauf produziert die Brauerei spezielle Biersorten. Diese werden in begrenzten Mengen hergestellt.
- Festbier, Josefator, Festbock, Sommer Halbe

### Genusswelt
In der Genusswelt erweitert sich das Angebot um die Brände 637 Bierbrand Holzfassgelagert und 637 Bierbrand Natur sowie den Bourbon-Bock.

## Trivia
- Der damalige Auszubildende Julian Dirnhofer wurde 2021 bester Nachwuchsbrauer Deutschlands.[10][11]
- 2022 wurden die Deutschen Meisterschaft im Brauer und Mälzer-Handwerk bei der Schwind Bräu ausgetragen.[12]
- Anlässlich des 135-jährigen Jubiläums des TV Schweinheim kreierte die Brauerei das spezielle Bier 1885.[13]